# Don Boscokerk (Sint-Niklaas)
De Heilige Johannes Boscokerk, vaker Don Boscokerk genoemd, is een katholieke kerk in de Belgische stad Sint-Niklaas.

## Geschiedenis
De kerk is gebouwd in de periode 1950-1952 in gotiserende stijl. De architect was de Gentenaar Adrien Bressers. De kerk werd gewijd door Bisschop Calewaert.
De omliggende huizen, in de Priesteragiewijk werden ingehuldigd door Koning Boudewijn op 4 november 1956.
Anno 2024 worden er geen erediensten meer gehouden in de kerk, maar wel nog begrafenissen. Er wordt momenteel een debat gevoerd over de toekomst van het gebouw.

## Patrimonium
De kerk bezit een waardevol patrimonium met werk van heel wat lokale kunstenaars zoals Staf Pyl (Glasramen), Tony Van Os (Kruiweg), Frans Heirbaut (Altaar) en schilderijen van oa Werner Heyndrickx, Gabriël de Pauw en Raf Coorevits.
Aan de gevel staat een 2,8 meter hoog beeld van Don Bosco, ontworpen door Gerard Thienpont. Het beeld werd ingewijd 16 oktober 1988 door hulpbisschop Leo De Kesel.

## Galerij

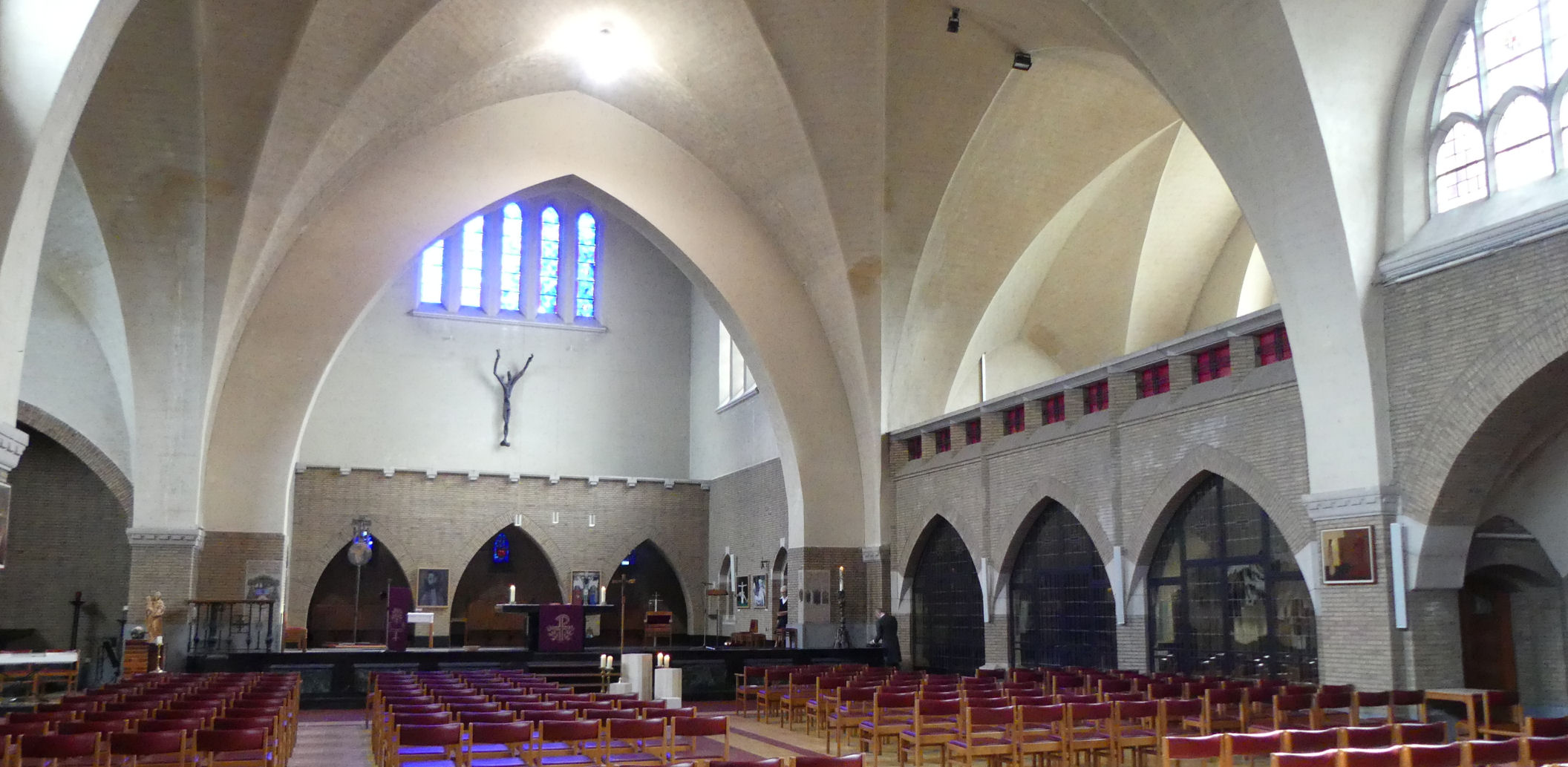
Interieur
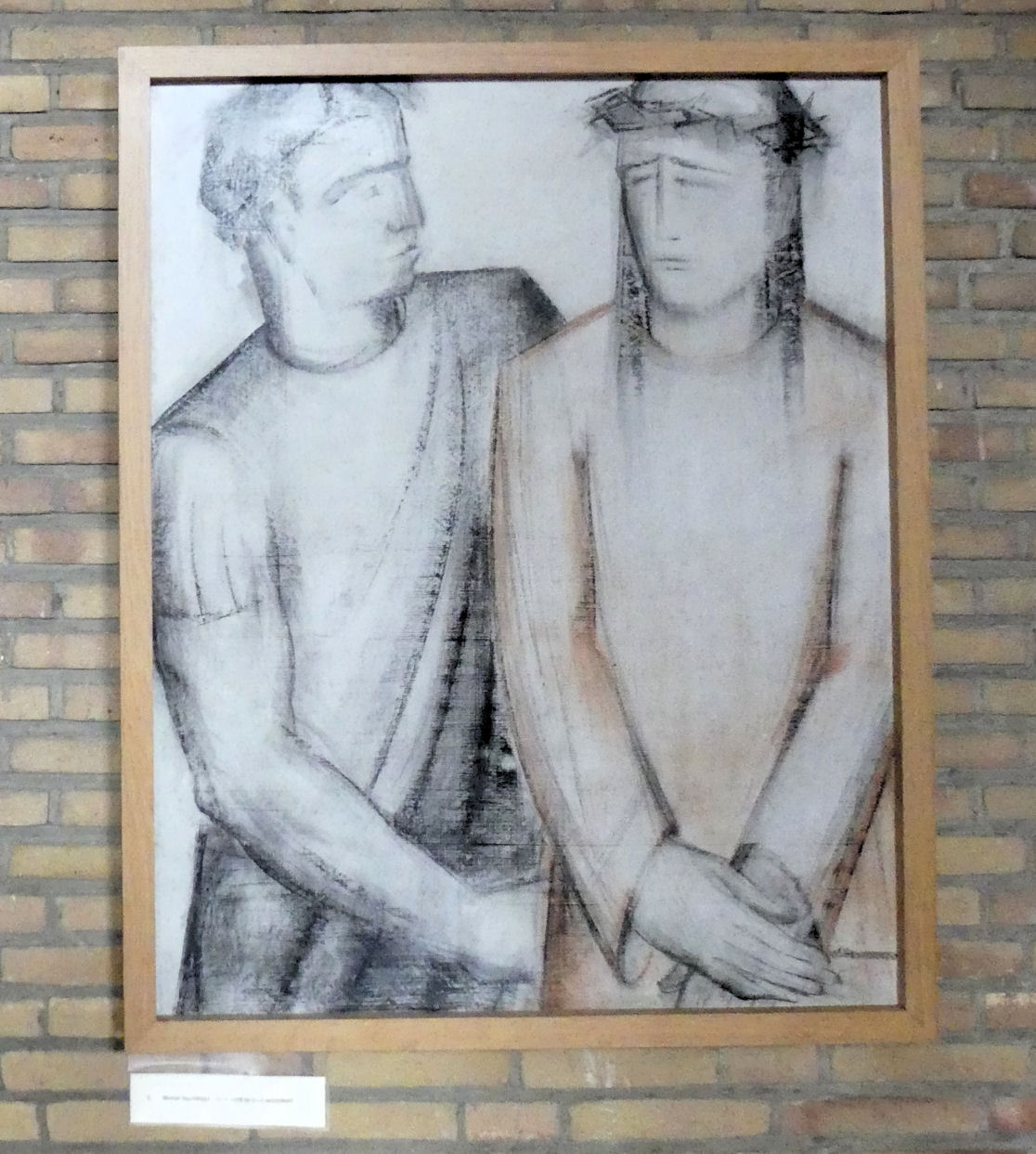
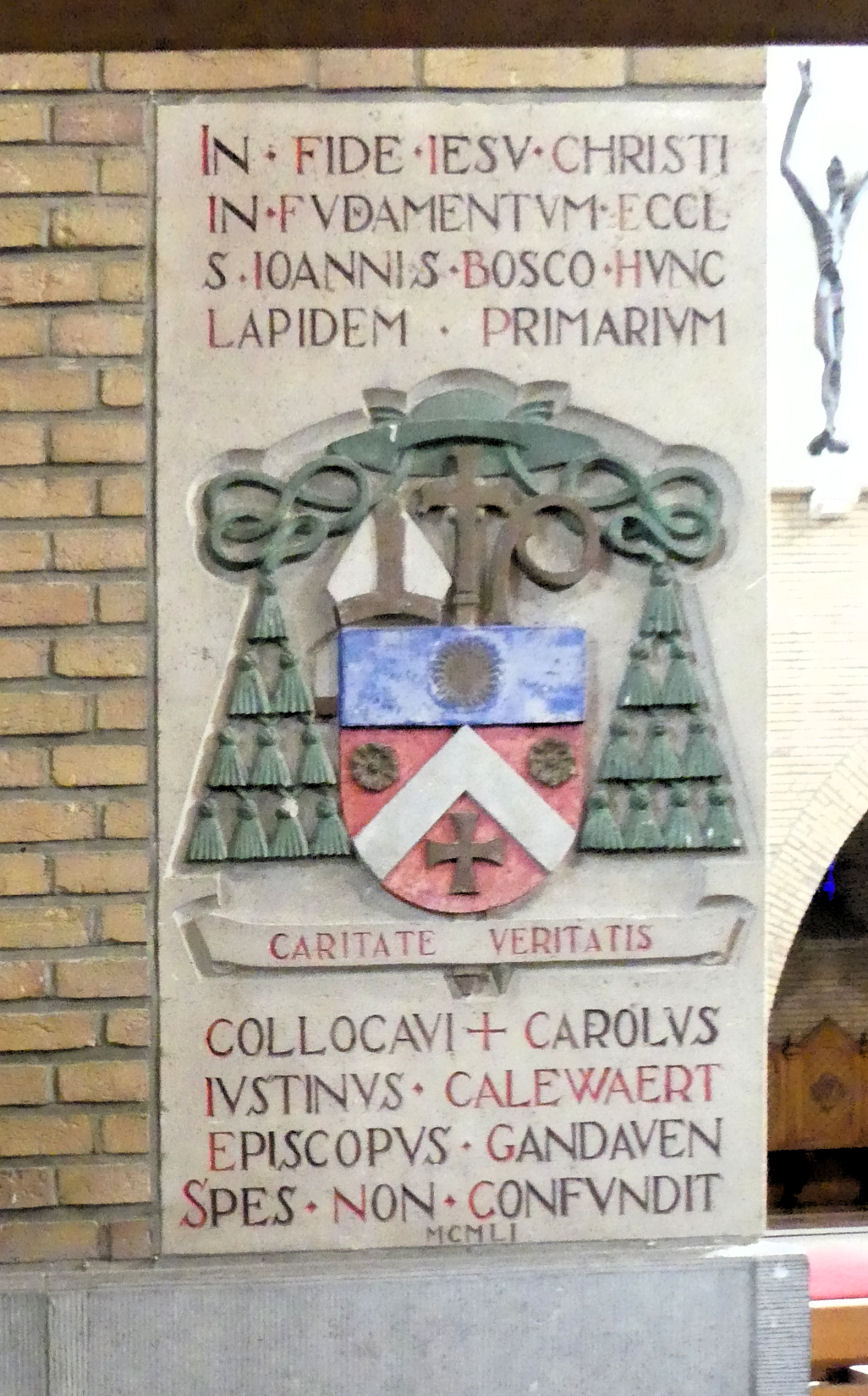
Wijdingssteen van Mgr. Calewaert.
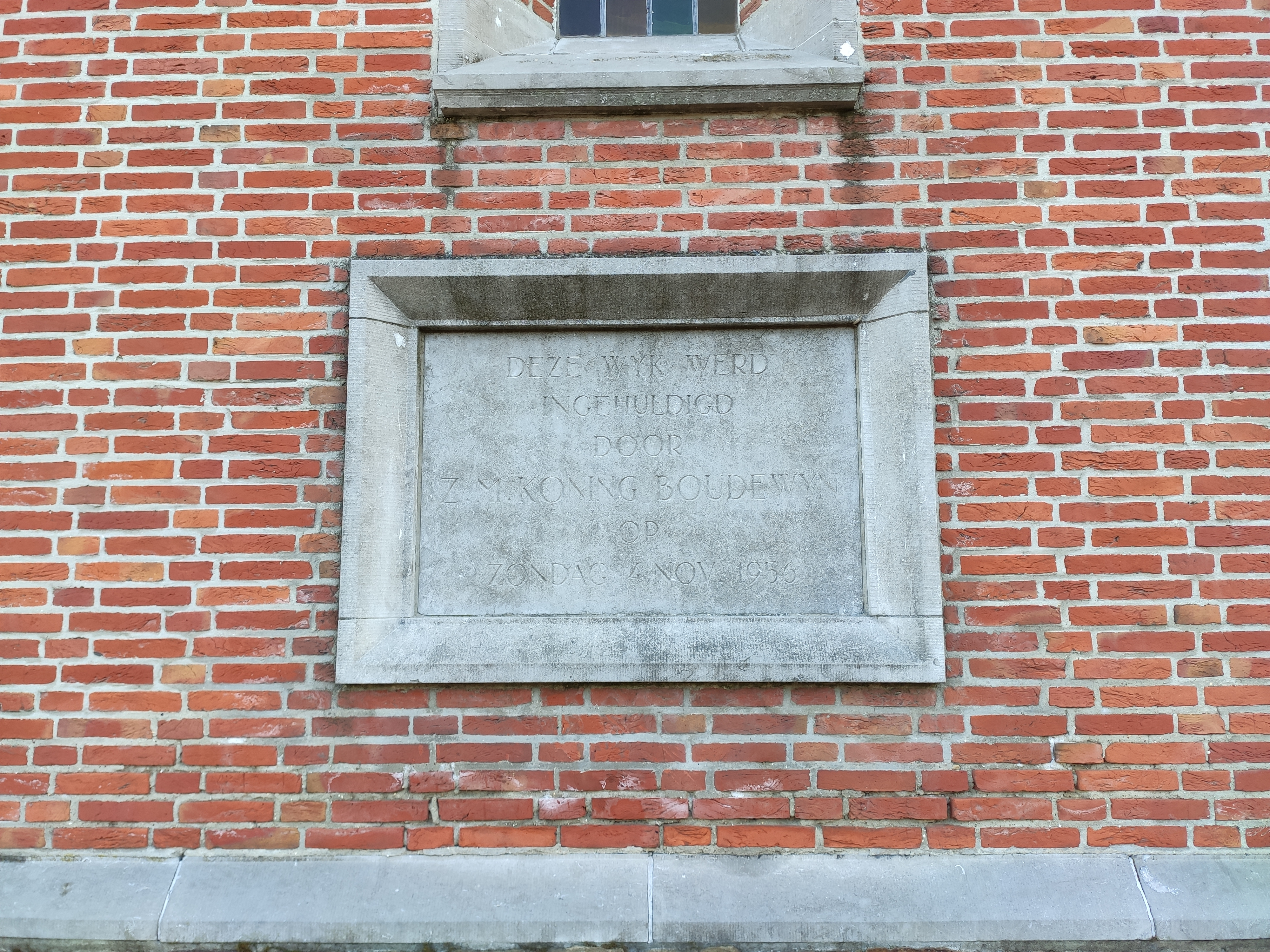
Gedenksteen in de gevel van de kerk verwerkt met de tekst: "Deze wijk werd ingehuldigd door Z.M. Koning Boudewijn op zondag 4 nov. 1956".
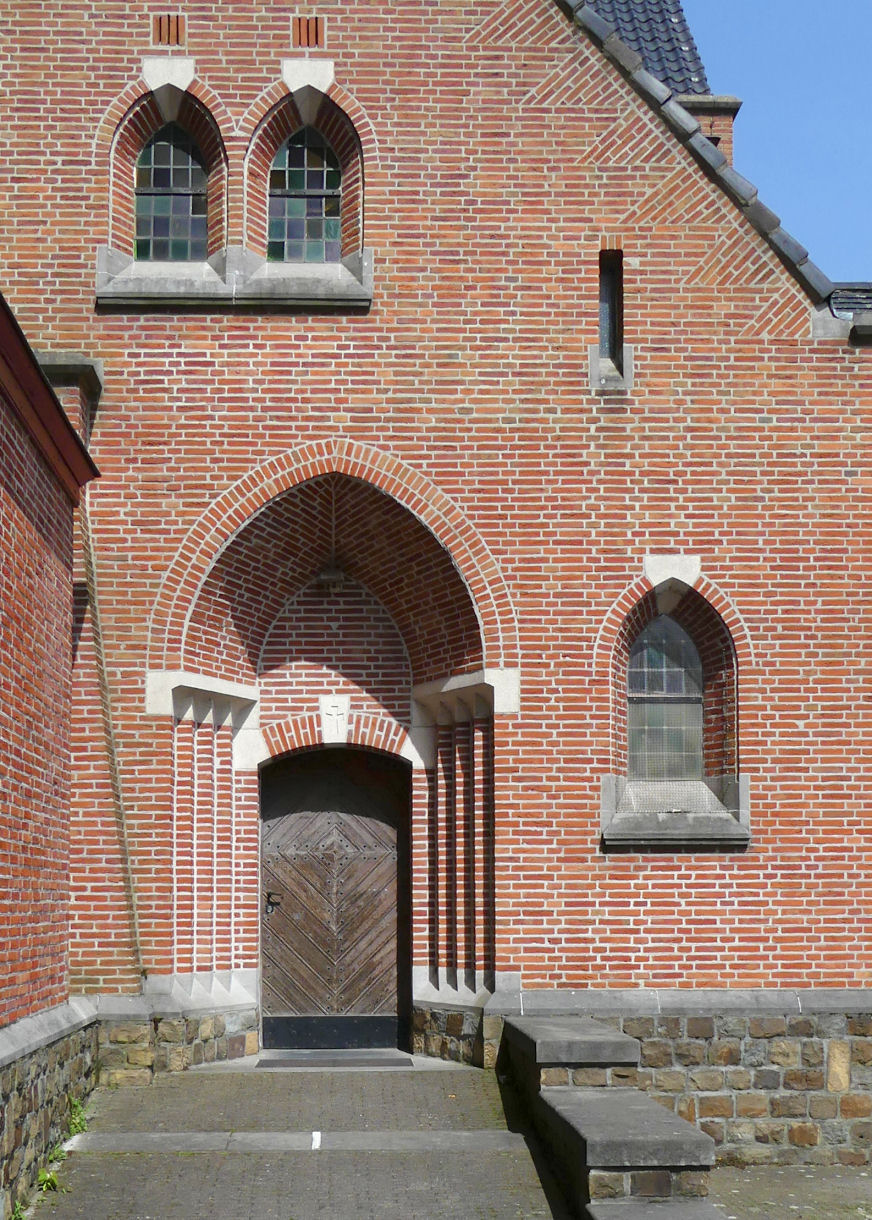
zijportaal
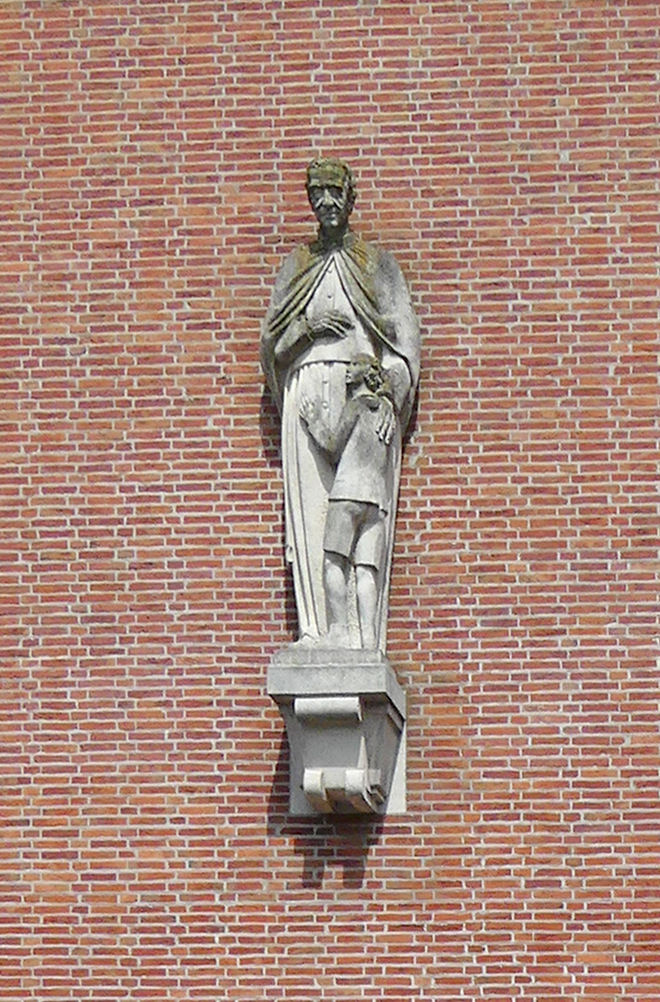
Beeld in natuursteen door Gerard Thienpont

Christus Koningkerk · 
Don Boscokerk · 
Heilige Familiekerk · 
Heilige Pastoor van Arskerk · 
Onze-Lieve-Vrouw-ten-Boskerk · 
Onze-Lieve-Vrouw-van-Bijstand-der-Christenenkerk · 
Sint-Andreas- en Ghislenuskerk · 
Sint-Antoniuskerk · 

Sint-Catharinakerk · 
Sint-Jan-de-Doperkerk · 
Sint-Jobkerk · 
Sint-Jozefskerk · 
Sint-Nicolaaskerk
Voormalige kerken:
Heilig-Hartkerk · 
Sint-Franciscuskerk